# Sam Dower
Sam Dower, né le 6 novembre 1990 à Brooklyn Park, Minnesota (États-Unis), est un joueur américain de basket-ball. Il évolue au poste d'ailier fort.

## Carrière universitaire
En 2008, il rejoint les Bulldogs de Gonzaga en NCAA.

## Carrière professionnelle
Le 21 juillet 2014, il signe son premier contrat professionnel à Boulogne-sur-Mer, en France, dans la première division. En novembre 2014, le SOMB annonce qu'il a quitté le club pour « raisons personnelles ».

## Clubs successifs
- 2008-2014 :  Bulldogs de Gonzaga (NCAA).
- 2014 :  Stade olympique maritime boulonnais (Pro B).

## Statistiques

### Universitaires
Les statistiques en matchs universitaires de Sam Dower sont les suivantes :
| Année     | Équipe              | Matches | Titul. | Min./m. | %tir | %3pts | %l-f | rbds/m. | pass/m. | int/m. | ctr/m. | pts/m. |
| --------- | ------------------- | ------- | ------ | ------- | ---- | ----- | ---- | ------- | ------- | ------ | ------ | ------ |
| 2010-2011 | Bulldogs de Gonzaga | 35      | 0      | 14,1    | 57,5 | 25,0  | 81,2 | 3,26    | 0,34    | 0,40   | 0,74   | 7,60   |
| 2011-2012 | Bulldogs de Gonzaga | 33      | 0      | 18,1    | 53,8 | 40,0  | 76,7 | 3,73    | 0,58    | 0,52   | 0,30   | 8,30   |
| 2012-2013 | Bulldogs de Gonzaga | 35      | 8      | 16,0    | 55,8 | 28,6  | 75,4 | 2,69    | 0,31    | 0,46   | 0,43   | 6,91   |
| 2013-2014 | Bulldogs de Gonzaga | 34      | 31     | 27,0    | 57,1 | 31,6  | 82,5 | 7,21    | 1,09    | 0,44   | 0,71   | 14,38  |
| Total     |                     | 137     | 39     | 18,8    | 56,2 | 32,8  | 79,7 | 4,20    | 0,58    | 0,45   | 0,55   | 9,28   |